# HMS Terrapin
Le HMS Terrapin (pennant number : P323) est un sous-marin de la classe T en service dans la Royal Navy. Il a été construit par Vickers-Armstrongs à Barrow-in-Furness et Belliss and Morcom Ltd. Il est lancé le 31 août 1943. Il est le premier (et jusqu’à présent, le seul) navire de la Royal Navy à porter le nom de Terrapin (en français : tortue aquatique). En dehors d’une période passée en mer du Nord au large des côtes scandinaves, le HMS Terrapin a servi en Extrême-Orient pendant la plus grande partie de sa carrière en temps de guerre.

## Conception
Les sous-marins de la classe S se sont avérés trop petits pour des opérations lointaines. Il fallut mettre en chantier la classe T, qui avait 21 mètres de longueur en plus et un déplacement de 1000 tonnes. Alors que les bâtiments de la classe S avaient seulement six tubes lance-torpilles d'étrave, ceux de la classe T en avaient huit, dont deux dans un bulbe d'étrave, plus deux autres dans la partie mince de la coque au milieu du navire.

## Engagements
Le HMS Terrapin fut construit par Vickers-Armstrongs à Barrow-in-Furness et Belliss and Morcom Ltd. Sa quille fut posée le 19 octobre 1942. Il fut lancé le 31 août 1943. Bien qu’il ne soit mis en service que le 22 janvier 1944, il mène une carrière relativement active. En mars 1944, il attaque un convoi allemand au large de Flekkefjord, en Norvège, torpillant et endommageant le navire-catapulte allemand Schwabenland, et le pétrolier allemand Wörth (ex-Omala néerlandais). Pour ne pas faire naufrage, le Schwabenland s’est échoué à Sildeneset, dans le port d’Abelnes. Le Wörth a été remorqué jusqu’au port.
Le HMS Terrapin a ensuite été affecté en Extrême-Orient dans le Pacifique au milieu de l’année 1944. Il y a commencé sa seconde partie de carrière en bombardant des installations japonaises à Gunung Sitoli (île de Nias), à l’ouest de Sumatra. Il a aussi coulé un caboteur japonais à coups de canon et en a endommagé un autre. Il a ensuite coulé le poseur de filets auxiliaire japonais Kumano Maru, le dragueur de mines japonais W 5 et dix voiliers japonais, endommageant un onzième.
Le HMS Terrapin opérait souvent avec le HMS Trenchant. Ensemble, ils ont coulé le pétrolier japonais Yaei Maru No.6, le dragueur de mines auxiliaire japonais Reisui Maru, le chasseur de sous-marins japonais Ch 8, un bateau de pêche et sept caboteurs. Le Terrapin a coulé un autre petit bateau à coups de canon.
Le HMS Terrapin a été endommagé le 19 mai 1945 par les grenades anti-sous-marines de navires d’escorte japonais alors qu’il attaquait un pétrolier escorté. Avec l’aide du sous-marin américain USS Cavalla, il a été escorté et est rentré à Fremantle, en Australie. Après inspection, le Terrapin a été déclaré irréparable à son retour au port. Il fut démoli en juin 1946.